# Youssouf Falikou Fofana
Youssouf Falikou Fofana (Divo, 26 de julho de 1966) é um ex-futebolista profissional marfinense que atuava como atacante.

## Carreira
Youssouf Falikou Fofana se profissionalizou no ASEC Mimosas.

## Seleção
Youssouf Falikou Fofana integrou a Seleção Marfinense de Futebol na Copa das Nações Africanas de 1992, campeã do torneio no Senegal.

## Títulos
Costa do Marfim
- Copa das Nações Africanas: 1992